# جو و جیک
جو و جیک (به انگلیسی: Joe and Jake) گروه موسیقی انگلیسی است. آن ها در مسابقه آواز یوروویژن ۲۰۱۶ نماینده بریتانیا بودند .